# Baldwin County (Georgia)
Das Baldwin County ist ein County im Bundesstaat Georgia der Vereinigten Staaten. Der Verwaltungssitz (County Seat) ist Milledgeville, benannt nach dem ehemaligen Gouverneur John Milledge.

## Geographie
Das County hat eine Fläche von 693 Quadratkilometern, wovon 23 Quadratkilometer Wasserfläche sind. Es grenzt im Uhrzeigersinn an folgende Countys: Hancock County, Washington County, Wilkinson County, Jones County und Putnam County.

## Geschichte
Das Baldwin County wurde am 11. Mai 1803 gebildet und benannt nach Abraham Baldwin, einem von zwei Unterzeichnern des Georgia-Gründungsvertrages und Gründer der University of Georgia. Im Juni 1806 wurde die erste Sitzung der Countyverwaltung in einer Blockhütte in Hillsborough, ca. 40 km entfernt im heutigen Jasper County, abgehalten. 1807 wurde das junge Balwin County in vier weitere Countys aufgeteilt: Morgan, Jones, Putnam und Randolph County. Das Randolph County wurde später in Jasper County umbenannt.
Aus dem Baldwin County stammte Carl Vinson (1883–1981), langjähriger Abgeordneter im US-Kongress.

## Demografische Daten
Laut der Volkszählung von 2010 verteilten sich die damaligen 45.720 Einwohner auf 16.788 bewohnte Haushalte, was einen Schnitt von 2,45 Personen pro Haushalt ergibt. Insgesamt bestehen 20.159 Haushalte.
61,8 % der Haushalte waren Familienhaushalte (bestehend aus verheirateten Paaren mit oder ohne Nachkommen bzw. einem Elternteil mit Nachkomme) mit einer durchschnittlichen Größe von 2,97 Personen. In 30,5 % aller Haushalte lebten Kinder unter 18 Jahren sowie in 22,6 % aller Haushalte Personen mit mindestens 65 Jahren.
26,3 % der Bevölkerung waren jünger als 20 Jahre, 30,1 % waren 20 bis 39 Jahre alt, 26,0 % waren 40 bis 59 Jahre alt und 17,6 % waren mindestens 60 Jahre alt. Das mittlere Alter betrug 34 Jahre. 49,6 % der Bevölkerung waren männlich und 50,4 % weiblich.
54,9 % der Bevölkerung bezeichneten sich als Weiße, 41,5 % als Afroamerikaner, 0,2 % als Indianer und 1,3 % als Asian Americans. 0,8 % gaben die Angehörigkeit zu einer anderen Ethnie und 1,2 % zu mehreren Ethnien an. 2,0 % der Bevölkerung bestand aus Hispanics oder Latinos.
Das durchschnittliche Jahreseinkommen pro Haushalt lag bei 31.758 USD, dabei lebten 32,1 % der Bevölkerung unter der Armutsgrenze.

## Kultur und Sehenswürdigkeiten

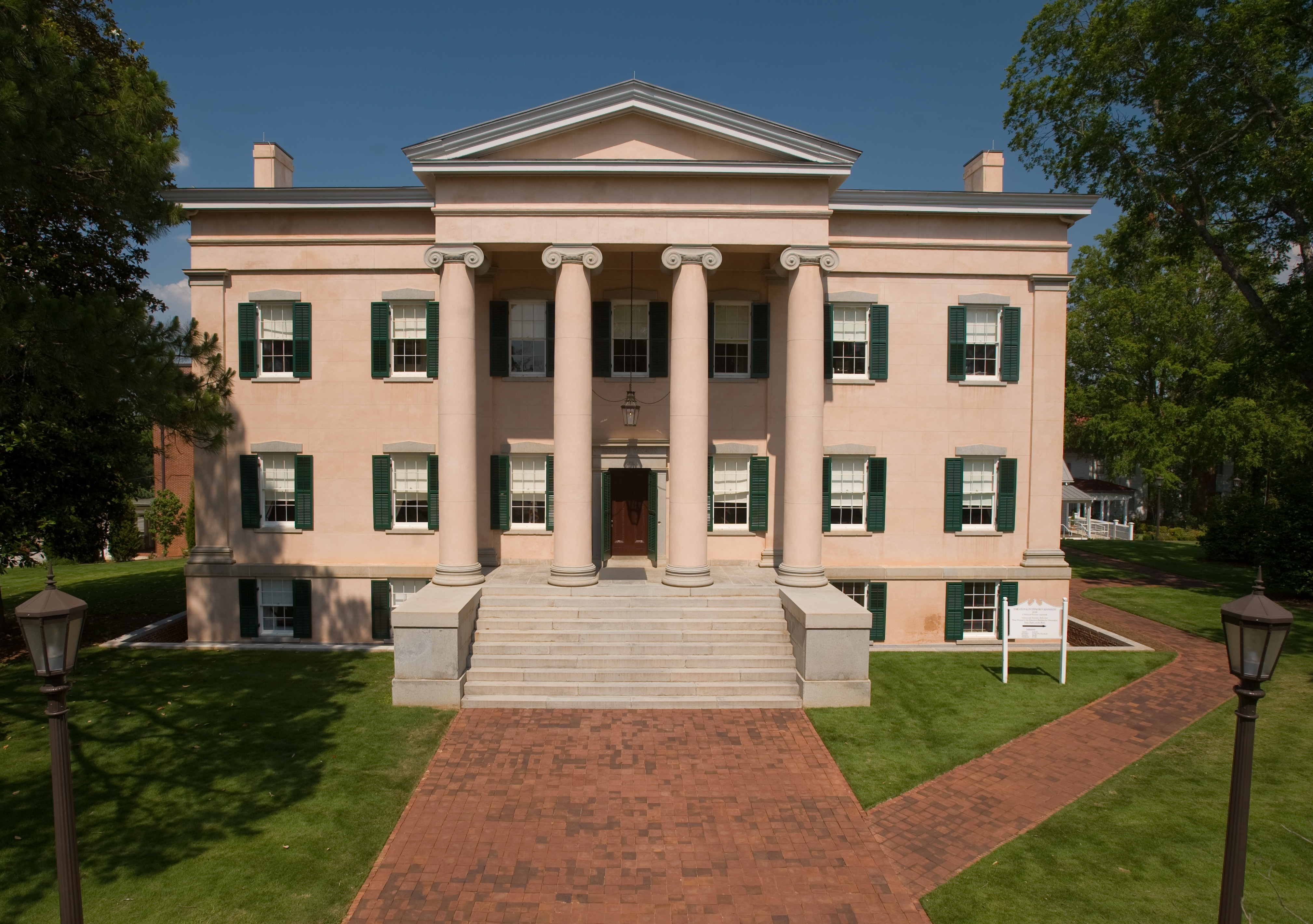
Old Governor’s Mansion auf dem Campus der Georgia College & State University (2008). Dieses Anwesen entstand im Jahr 1839 im Stile des Greek Revival („griechisches Wiederaufleben“) und diente bis 1868 den Gouverneuren von Georgia als Residenz. Später fungierte es als Pension und Bildungseinrichtung. Old Governor’s Mansion wurde im Mai 1970 als erstes Objekt im County in das NRHP eingetragen. Im November 1973 erhielt das Anwesen den Status eines National Historic Landmarks zuerkannt.

22 Bauwerke, Stätten und Historic Districts („historische Bezirke“) im Baldwin County sind im National Register of Historic Places („Nationales Verzeichnis historischer Orte“; NRHP) eingetragen (Stand 16. März 2023), wobei die Old Governor’s Mansion und die Residenz Andalusia den Status von National Historic Landmarks („Nationales historisches Wahrzeichen“) haben.

## Orte im Baldwin County
Orte im Baldwin County mit Einwohnerzahlen der Volkszählung von 2010:
City:
- Milledgeville (County Seat) – 17.715 Einwohner

Census-designated place:
- Hardwick – 3930 Einwohner